# Pan Pacific Swimming Championships 2006
Die zehnten Pan Pacific Swimming Championships, ein Langbahn-Schwimmwettbewerb, fanden vom 17. bis 20. August in Victoria, British Columbia, Kanada statt.
Im Verlaufe der Wettkämpfe wurden sechs Weltrekorde überboten. Da die Australier, die eine der stärksten Schwimmmannschaften der Welt stellen, nicht in voller Stärke antraten, blieben die Wettkampfleistungen aber insgesamt hinter den Erwartungen zurück.

## Männer

### 50 m Freistil
| Rang   | Sportler        | Land | Zeit     |
| ------ | --------------- | ---- | -------- |
| Gold   | Cullen Jones    | USA  | 21.84 CR |
| Silber | Roland Schoeman | RSA  | 22.12    |
| Bronze | Brent Hayden    | CAN  | 22.22    |

### 100 m Freistil
| Rang   | Sportler        | Land | Zeit     |
| ------ | --------------- | ---- | -------- |
| Gold   | Brent Hayden    | CAN  | 48.59 CR |
| Silber | Jason Lezak     | USA  | 48.76 CR |
| Bronze | Eamon Sullivan  | AUS  | 49.09    |
| Bronze | Roland Schoeman | RSA  | 49.09    |

### 200 m Freistil
| Rang   | Sportler      | Land | Zeit    |
| ------ | ------------- | ---- | ------- |
| Gold   | Klete Keller  | USA  | 1:46.20 |
| Silber | Tae Hwan Park | KOR  | 1:47.51 |
| Bronze | Zhang Lin     | CHN  | 1:47.59 |

### 400 m Freistil
| Rang   | Sportler      | Land | Zeit    |
| ------ | ------------- | ---- | ------- |
| Gold   | Tae Hwan Park | KOR  | 3:45.72 |
| Silber | Zhang Lin     | CHN  | 3:47.07 |
| Bronze | Klete Keller  | USA  | 3:47.17 |

### 800 m Freistil
| Rang   | Sportler         | Land | Zeit    |
| ------ | ---------------- | ---- | ------- |
| Gold   | Andrew Hurd      | CAN  | 7:55.88 |
| Silber | Troyden Prinsloo | RSA  | 7:56.82 |
| Bronze | Ryan Cochrane    | CAN  | 7:58.32 |

### 1500 m Freistil
| Rang   | Sportler        | Land | Zeit     |
| ------ | --------------- | ---- | -------- |
| Gold   | Tae Hwan Park   | KOR  | 15:06.11 |
| Silber | Erik Vendt      | USA  | 15:07.17 |
| Bronze | Takeshi Matsuda | JPN  | 15:08.97 |

### 100 m Rücken
| Rang   | Sportler      | Land | Zeit     |
| ------ | ------------- | ---- | -------- |
| Gold   | Aaron Peirsol | USA  | 53.32 CR |
| Silber | Ryan Lochte   | USA  | 54.02    |
| Bronze | Tomomi Morita | JPN  | 54.38    |

### 200 m Rücken
| Rang   | Sportler       | Land | Zeit       |
| ------ | -------------- | ---- | ---------- |
| Gold   | Aaron Peirsol  | USA  | 1:54.44 WR |
| Silber | Michael Phelps | USA  | 1:56.81    |
| Bronze | Tomomi Morita  | JPN  | 1:58.53    |

### 100 m Brust
| Rang   | Sportler        | Land | Zeit     |
| ------ | --------------- | ---- | -------- |
| Gold   | Brendan Hansen  | USA  | 59.90 CR |
| Silber | Brenton Rickard | AUS  | 1:00.39  |
| Bronze | Kōsuke Kitajima | JPN  | 1:00.90  |

### 200 m Brust
| Rang   | Sportler        | Land | Zeit       |
| ------ | --------------- | ---- | ---------- |
| Gold   | Brendan Hansen  | USA  | 2:08.50 WR |
| Silber | Kōsuke Kitajima | JPN  | 2:10.87    |
| Bronze | Scott Usher     | USA  | 2:11.49    |

### 100 m Schmetterling
| Rang   | Sportler         | Land | Zeit     |
| ------ | ---------------- | ---- | -------- |
| Gold   | Ian Crocker      | USA  | 51.47 CR |
| Silber | Ryo Takayasu     | JPN  | 52.59    |
| Bronze | Takashi Yamamoto | JPN  | 52.71    |

### 200 m Schmetterling
| Rang   | Sportler        | Land | Zeit       |
| ------ | --------------- | ---- | ---------- |
| Gold   | Michael Phelps  | USA  | 1:53.80 WR |
| Silber | Ryūichi Shibata | JPN  | 1:55.82    |
| Bronze | Takeshi Matsuda | JPN  | 1:56.20    |

### 200 m Lagen
| Rang   | Sportler       | Land | Zeit       |
| ------ | -------------- | ---- | ---------- |
| Gold   | Michael Phelps | USA  | 1:55.84 WR |
| Silber | Ryan Lochte    | USA  | 1:56.11 CR |
| Bronze | Ken Takakuwa   | JPN  | 1:59.81    |

### 400 m Lagen
| Rang   | Sportler        | Land | Zeit       |
| ------ | --------------- | ---- | ---------- |
| Gold   | Michael Phelps  | USA  | 4:10.47 CR |
| Silber | Robert Margalis | USA  | 4:13.85    |
| Bronze | Thiago Pereira  | BRA  | 4:18.44    |

### 4 × 100 m Freistil Staffel
| Rang   | Sportler                                                  | Land | Zeit       |
| ------ | --------------------------------------------------------- | ---- | ---------- |
| Gold   | Michael Phelps, Neil Walker, Cullen Jones, Jason Lezak    | USA  | 3:12.46 WR |
| Silber | Rick Say, Brent Hayden, Colin Russell, Matt Rose          | CAN  | 3:16.20    |
| Bronze | Eamon Sullivan, Andrew Mewing, Leith Brodie, Kenrick Monk | AUS  | 3:16.42    |

### 4 × 200 m Freistil Staffel
| Rang   | Sportler                                                    | Land | Zeit       |
| ------ | ----------------------------------------------------------- | ---- | ---------- |
| Gold   | Michael Phelps, Ryan Lochte, Peter Vanderkaay, Klete Keller | USA  | 7:05.28 CR |
| Silber | Brian Johns, Andrew Hurd, Brent Hayden, Colin Russell       | CAN  | 7:12.39    |
| Bronze | Leith Brodie, Andrew Mewing, Nick Ffrost, Kenrick Monk      | AUS  | 7:17.21    |

### 4 × 100 m Lagen Staffel
| Rang   | Sportler                                                        | Land | Zeit       |
| ------ | --------------------------------------------------------------- | ---- | ---------- |
| Gold   | Aaron Peirsol, Brendan Hansen, Ian Crocker, Jason Lezak         | USA  | 3:31.79 CR |
| Silber | Tomomi Morita, Kōsuke Kitajima, Ryo Takayasu, Takamitsu Kojima  | JPN  | 3:35.70    |
| Bronze | Matt Welsh, Brenton Rickard, Andrew Lauterstein, Eamon Sullivan | AUS  | 3:36.15    |

### 10 km Freiwasser
| Rang   | Sportler         | Land | Zeit       |
| ------ | ---------------- | ---- | ---------- |
| Gold   | Chip Peterson    | USA  | 1:54:26.68 |
| Silber | Fran Crippen     | USA  | 1:54:50.46 |
| Bronze | Travis Nederpelt | AUS  | 1:55.16.89 |

## Frauen

### 50 m Freistil
| Rang   | Sportler         | Land | Zeit  |
| ------ | ---------------- | ---- | ----- |
| Gold   | Kara Lynn Joyce  | USA  | 25.10 |
| Silber | Natalie Coughlin | USA  | 25.32 |
| Bronze | Flavia Delaroli  | BRA  | 25.62 |

### 100 m Freistil
| Rang   | Sportler          | Land | Zeit  |
| ------ | ----------------- | ---- | ----- |
| Gold   | Natalie Coughlin  | USA  | 53.87 |
| Silber | Amanda Weir       | USA  | 53.92 |
| Bronze | Melanie Schlanger | AUS  | 55.00 |

### 200 m Freistil
| Rang   | Sportler        | Land | Zeit    |
| ------ | --------------- | ---- | ------- |
| Gold   | Katie Hoff      | USA  | 1:58.02 |
| Silber | Linda Mackenzie | AUS  | 1:58.26 |
| Bronze | Bronte Barratt  | AUS  | 1:58.59 |

### 400 m Freistil
| Rang   | Sportler       | Land | Zeit    |
| ------ | -------------- | ---- | ------- |
| Gold   | Ai Shibata     | JPN  | 4:07.61 |
| Silber | Katie Hoff     | USA  | 4:07.98 |
| Bronze | Sachiko Yamada | JPN  | 4:08.42 |

### 800 m Freistil
| Rang   | Sportler       | Land | Zeit    |
| ------ | -------------- | ---- | ------- |
| Gold   | Kate Ziegler   | USA  | 8:24.56 |
| Silber | Ai Shibata     | JPN  | 8:26.41 |
| Bronze | Hayley Peirsol | USA  | 8:27.57 |

### 1500 m Freistil
| Rang   | Sportler       | Land | Zeit        |
| ------ | -------------- | ---- | ----------- |
| Gold   | Kate Ziegler   | USA  | 15:55.01 CR |
| Silber | Hayley Peirsol | USA  | 15:57.36 CR |
| Bronze | Ai Shibata     | JPN  | 16:11.13    |

### 100 m Rücken
| Rang   | Sportler         | Land | Zeit    |
| ------ | ---------------- | ---- | ------- |
| Gold   | Hanae Itō        | JPN  | 1:00.63 |
| Silber | Natalie Coughlin | USA  | 1:00.66 |
| Bronze | Reiko Nakamura   | JPN  | 1:00.86 |

### 200 m Rücken
| Rang   | Sportler         | Land | Zeit       |
| ------ | ---------------- | ---- | ---------- |
| Gold   | Reiko Nakamura   | JPN  | 2:08.86 CR |
| Silber | Margaret Hoelzer | USA  | 2:09.42 CR |
| Bronze | Takami Igarashi  | JPN  | 2:10.30    |

### 100 m Brust
| Rang   | Sportler        | Land | Zeit    |
| ------ | --------------- | ---- | ------- |
| Gold   | Tara Kirk       | USA  | 1:07.56 |
| Silber | Megan Jendrick  | USA  | 1:07.58 |
| Bronze | Sarah Katsoulis | AUS  | 1:08.12 |

### 200 m Brust
| Rang   | Sportler          | Land | Zeit    |
| ------ | ----------------- | ---- | ------- |
| Gold   | Suzaan van Biljon | RSA  | 2:26.36 |
| Silber | Asami Kitagawa    | JPN  | 2:27.07 |
| Bronze | Seul Ki Jung      | KOR  | 2:27.09 |

### 100 m Schmetterling
| Rang   | Sportler          | Land | Zeit     |
| ------ | ----------------- | ---- | -------- |
| Gold   | Jessicah Schipper | AUS  | 57.30 CR |
| Silber | Rachel Komisarz   | USA  | 58.75    |
| Bronze | Mary Descenza     | USA  | 59.03    |

### 200 m Schmetterling
| Rang   | Sportler          | Land | Zeit       |
| ------ | ----------------- | ---- | ---------- |
| Gold   | Jessicah Schipper | AUS  | 2:05.40 WR |
| Silber | Yuko Nakanishki   | JPN  | 2:06.52 CR |
| Bronze | Yurie Yano        | JPN  | 2:07.86    |

### 200 m Lagen
| Rang   | Sportler       | Land | Zeit       |
| ------ | -------------- | ---- | ---------- |
| Gold   | Whitney Myers  | USA  | 2:10.11 CR |
| Silber | Katie Hoff     | USA  | 2:11.51 CR |
| Bronze | Stephanie Rice | AUS  | 2:13.21    |

### 400 m Lagen
| Rang   | Sportler       | Land | Zeit       |
| ------ | -------------- | ---- | ---------- |
| Gold   | Katie Hoff     | USA  | 4:36.82 CR |
| Silber | Ariana Kukors  | USA  | 4:39.68    |
| Bronze | Stephanie Rice | AUS  | 4:41.83    |

### 4 × 100 m Freistil Staffel
| Rang   | Sportler                                                            | Land | Zeit       |
| ------ | ------------------------------------------------------------------- | ---- | ---------- |
| Gold   | Amanda Weir, Natalie Coughlin, Kara Lynn Joyce, Lacey Nymeyer       | USA  | 3:35.80 CR |
| Silber | Victoria Poon, Genevieve Saumur, Julia Wilkinson, Erica Morningstar | CAN  | 3:41.83    |
| Bronze | Shayne Reese, Kelly Stubbins, Linda Mackenzie, Melanie Schlanger    | AUS  | 3:41.84    |

### 4 × 200 m Freistil Staffel
| Rang   | Sportler                                                      | Land | Zeit       |
| ------ | ------------------------------------------------------------- | ---- | ---------- |
| Gold   | Natalie Coughlin, Lacey Nymeyer, Dana Vollmer, Katie Hoff     | USA  | 7:54.62 CR |
| Silber | Bronte Barratt, Shayne Reese, Kelly Stubbins, Linda Mackenzie | AUS  | 7:58.00    |
| Bronze | Maki Mita, Norie Urabe, Ai Shibata, Haruka Ueda               | JPN  | 8:00.65    |

### 4 × 100 m Lagen Staffel
| Rang   | Sportler                                                           | Land | Zeit       |
| ------ | ------------------------------------------------------------------ | ---- | ---------- |
| Gold   | Natalie Coughlin, Jessica Hardy, Rachel Komisarz, Amanda Weir      | USA  | 3:58.38 CR |
| Silber | Hanae Itō, Asami Kitagawa, Yūko Nakanishi, Maki Mita               | JPN  | 4:02.47    |
| Bronze | Fran Adcock, Sarah Katsoulis, Jessicah Schipper, Melanie Schlanger | AUS  | 4:03.82    |

### 10 km Freiwasser
| Rang   | Sportler     | Land | Zeit       |
| ------ | ------------ | ---- | ---------- |
| Gold   | Chloe Sutton | USA  | 2:04:25.05 |
| Silber | Kalyn Keller | USA  | 2:04:29.08 |
| Bronze | Tanya Hunks  | CAN  | 2:05:01.03 |

## Medaillenspiegel
| Platz | Land               | Gold | Silber | Bronze | Gesamt |
| ----- | ------------------ | ---- | ------ | ------ | ------ |
| 1.    | Vereinigte Staaten | 26   | 18     | 4      | 48     |
| 2.    | Japan              | 3    | 8      | 13     | 24     |
| 3.    | Australien         | 2    | 3      | 12     | 17     |
| 4.    | Kanada             | 2    | 3      | 3      | 8      |
| 5.    | Südkorea           | 2    | 1      | 1      | 4      |
| 6.    | Südafrika          | 1    | 2      | 1      | 4      |
| 7.    | China              | 0    | 1      | 1      | 2      |
| 8.    | Brasilien          | 0    | 0      | 2      | 2      |
|       | Gesamt             | 36   | 36     | 37     | 109    |

## Neu aufgestellte Rekorde

### Weltrekorde der Männer
| Disziplin                  | Name                                                   | Land | Zeit    |
| -------------------------- | ------------------------------------------------------ | ---- | ------- |
| 200 m Rücken               | Aaron Peirsol                                          | USA  | 1:54.44 |
| 200 m Brust                | Brendan Hansen                                         | USA  | 2:08.50 |
| 200 m Schmetterling        | Michael Phelps                                         | USA  | 1:53.80 |
| 200 m Lagen                | Michael Phelps                                         | USA  | 1:55.84 |
| 4 × 100 m Freistil Staffel | Michael Phelps, Neil Walker, Cullen Jones, Jason Lezak | USA  | 3:12.46 |

### Weltrekorde der Frauen
| Disziplin           | Name              | Land | Zeit    |
| ------------------- | ----------------- | ---- | ------- |
| 200 m Schmetterling | Jessicah Schipper | AUS  | 2:05.40 |

### Neue PanPac-Rekorde der Männer
| Disziplin                  | Name                                                        | Land | Zeit    |
| -------------------------- | ----------------------------------------------------------- | ---- | ------- |
| 50 m Freistil              | Cullen Jones                                                | USA  | 21.84   |
| 100 m Freistil             | Brent Hayden                                                | CAN  | 48.59   |
| 100 m Rücken               | Aaron Peirsol                                               | USA  | 53.32   |
| 200 m Rücken               | Aaron Peirsol                                               | USA  | 1:54.44 |
| 100 m Brust                | Brendan Hansen                                              | USA  | 59.90   |
| 200 m Brust                | Brendan Hansen                                              | USA  | 2:08.50 |
| 100 m Schmetterling        | Ian Crocker                                                 | USA  | 51.47   |
| 200 m Schmetterling        | Michael Phelps                                              | USA  | 1:53.80 |
| 200 m Lagen                | Michael Phelps                                              | USA  | 1:55.84 |
| 400 m Lagen                | Michael Phelps                                              | USA  | 4:10.47 |
| 4 × 100 m Freistil Staffel | Michael Phelps, Neil Walker, Cullen Jones, Jason Lezak      | USA  | 3:12.46 |
| 4 × 200 m Freistil Staffel | Michael Phelps, Ryan Lochte, Peter Vanderkaay, Klete Keller | USA  | 7:05.28 |
| 4 × 100 m Lagen Staffel    | Aaron Peirsol, Brendan Hansen, Ian Crocker, Jason Lezak     | USA  | 3:31.79 |

### Neue PanPac-Rekorde der Frauen
| Disziplin                  | Name                                                          | Land | Zeit     |
| -------------------------- | ------------------------------------------------------------- | ---- | -------- |
| 100 m Freistil             | Amanda Weir                                                   | USA  | 53.76    |
| 1500 m Freistil            | Kate Ziegler                                                  | USA  | 15:55.01 |
| 200 m Rücken               | Reiko Nakamura                                                | JPN  | 2:08.86  |
| 100 m Brust                | Jessica Hardy                                                 | USA  | 1:06.43  |
| 100 m Schmetterling        | Jessicah Schipper                                             | AUS  | 57.30    |
| 200 m Schmetterling        | Jessicah Schipper                                             | AUS  | 2:05.40  |
| 200 m Lagen                | Whitney Myers                                                 | USA  | 2:10.11  |
| 400 m Lagen                | Katie Hoff                                                    | USA  | 4:36.82  |
| 4 × 100 m Freistil Staffel | Amanda Weir, Natalie Coughlin, Kara Lynn Joyce, Lacey Nymeyer | USA  | 3:35.80  |
| 4 × 200 m Freistil Staffel | Natalie Coughlin, Lacey Nymeyer, Dana Vollmer, Katie Hoff     | USA  | 7:54.62  |
| 4 × 100 m Lagen Staffel    | Natalie Coughlin, Jessica Hardy, Rachel Komisarz, Amanda Weir | USA  | 3:58.38  |